# Tunnel de l'Albula
Pour les articles homonymes, voir Albula.
Le tunnel de l’Albula (en allemand, Albulatunnel) est un tunnel ferroviaire situé en Suisse, dans le canton des Grisons, sur la ligne de l'Albula des Chemins de fer rhétiques qui relie Thusis à Saint-Moritz (qui ne comporte pas moins de 39 tunnels et 55 ponts, dont le viaduc de Landwasser). 
Située à une altitude d’environ 1 800 mètres dans la chaîne de l'Albula, la galerie longue de 5 865 mètres du tunnel a été percée entre 1898 et 1903, pour un coût total de 7 828 000 francs suisses. Seize ouvriers ont trouvé la mort pendant sa construction. La ligne est entrée en service le 10 juillet 1904.
Le portail nord est situé dans la vallée de Alubla à Preda, sur la commune de Bergün/Bravuogn, le portail sud à Spinas, dans le val Bever.
De nos jours, le Glacier Express franchit quotidiennement le tunnel. Jusqu'au printemps 2011, il existait un service de chargement des autos sur le train entre Thusis et Samedan.
Étant donné le caractère dangereusement vieillissant du tunnel, il est remplacé après trois ans de travaux, par un nouveau, achevé d'être percé en octobre 2018, d'une longueur de 5 860 mètres et mis en service le 09 juin 2024, qui est parallèle à l'ancien, à une distance de trente mètres. L'ancien tunnel est reconverti en issue de secours. Le coût total de ce projet avait été budgété à hauteur de 345 millions de francs, dont 85 % sont pris en charge par la Confédération et 15 % par le canton des Grisons. 
Avec d'autres infrastuctures, l'ancien tunnel est inscrit depuis 2008, par un comité ad hoc de l'UNESCO, sur la liste du patrimoine mondial, une inscription qui concerne plus globalement et selon les termes employés par ce comité, l'ensemble du « chemin de fer rhétique dans les paysages de l’Albula et de la Bernina ».